# Dobrodružství Robinsona Crusoe, námořníka z Yorku
Dobrodružství Robinsona Crusoe, námořníka z Yorku je československý celovečerní animovaný film, který natočil v roce 1982 režisér Stanislav Látal. Film je adaptací knihy Daniela Defoa o muži, který se po ztroskotání musel sám uživit na liduprázdném ostrově, Robinson Crusoe; autoři však klasický příběh podávají s ironickým nadhledem a množstvím komediálních momentů. Film je natočen technikou stop motion s využitím loutek, ale ve scénách, kde Robinson vzpomíná na svůj život před příchodem na ostrov, jsou použity dvourozměrné kresby oživené pomocí ploškové animace. Výtvarníkem filmu byl Adolf Born. Titulní postavu namluvil Václav Postránecký, dále účinkovali Stanislav Fišer, Dalimil Klapka a Jiří Bruder. Ústřední melodií filmu je píseň Zdráv buď, Robinsone vzdálený (hudba Karel Svoboda, text Zdeněk Borovec), kterou nazpíval Karel Gott za doprovodu FISYO. Film získal Cenu dětského diváka na festivalu filmů pro děti v Gottwaldově.

## Tvůrci
- Námět: Stanislav Látal
- Na motivy románu: Daniel Defoe
- Scénář: Stanislav Látal, Jiří Kubíček
- Animace loutek: Vlasta Pospíšilová, Alfons Mensdorff
- Animace kreseb: Xenie Vavrečková, Jan Zach
- Hudba: Karel Svoboda
- Kamera: Jiří Šafář
- Asistent kamery: Jan Müller
- Výtvarník: Adolf Born
- Režie: Stanislav Látal
- Namluvili: Václav Postránecký, Jiří Bruder, Stanislav Fišer, Dalimil Klapka
- Zpívá: Karel Gott
- Text Pisně: Zdeněk Borovec
- Spolupracovali: L. Bartoš, D. Filcík, V. Fixl, K. Hladká, J. Janeček, D. Müllerová, N. Netrvalová, F. Slabý, P. Šimák, J. Tippman, O. Zika
- Externí spolupráce: V. Gutt, V. Hloušek, K. Košťál, J. Látal, P. Urban, H. Veselá
- Zvuk: Ing. Ivo Špalj
- Nahrál: FISYO a skupina Elektrovox
- Dirigent: Dr. Štěpán Koníček
- Střih: Helena Lebdušková
- Výroba: Věra Henzlová